# یولیا (مجموعه تلویزیونی)
یولیا (لهستانی: Julia) یک مجموعهٔ تلویزیونی احساسی لهستانی است که در سال ۲۰۱۲ منتشر شد. قسمت دوم این سریال در سال ۲۰۱۳ ساخته شد.

## بازیگران
- یولیا رسنوفسکا
- مارتا ژمودا تژبیاتوفسکا
- کاتاژینا کووچک
- ورونیکا خومای
- لائورا برژکا
- آنا پولونی
- یوآنا کورونیوسکا
- مارتا نیرداکیویچ
- الکساندرا پیسولا
- مایا بوخوشیه‌ویچ
- آلکساندرا آدامسکا
- کاتاژینا تلائوکا
- کارینا سورین
- میخاو لِشِنی
- کریستین ویـِچورِک
- الژبیتا کارکوشکا
- بارتوش اُبوخوویچ
- پاوئو کلشچ
- آندژی دِسکور
- اِوا کائیم
- پیوتر استراموفسکی
- آلدونا یانکوفسکا
- باربارا لائوکس
- آگاتا کلیمچاک